# 제67회 영국 아카데미 영화상
제67회 영국 아카데미 영화상은 2013년의 최고의 영화를 기리기 위해 2014년 2월 16일에 열린 시상식이다.

## 수상 및 후보

### 작품상
- 노예 12년 - 스티브 맥퀸 수상
- 아메리칸 허슬 - 데이빗 O. 러셀
- 캡틴 필립스 - 폴 그린그래스
- 그래비티 - 알폰소 쿠아론
- 필로미나의 기적 - 스티븐 프리어스

### 작품상(영국)
- 그래비티 - 알폰소 쿠아론 외 2명 수상
- 만델라: 자유를 향한 머나먼 여정 - 저스틴 채드윅
- 필로미나의 기적 - 스티븐 프리어스
- 러시 : 더 라이벌 - 론 하워드
- 세이빙 미스터 뱅크스 - 존 리 행콕
- 이기적인 거인 - 클라이오 바나드

### 감독상
- 그래비티 - 알폰소 쿠아론 수상
- 노예 12년 - 스티브 맥퀸
- 아메리칸 허슬 - 데이빗 O. 러셀
- 캡틴 필립스 - 폴 그린그래스
- 더 울프 오브 월 스트리트 - 마틴 스코세이지

### 남우주연상
- 노예 12년 - 치웨텔 에지오포 수상
- 네브래스카 - 브루스 던
- 아메리칸 허슬 - 크리스찬 베일
- 더 울프 오브 월 스트리트 - 레오나르도 디카프리오
- 캡틴 필립스 - 톰 행크스

### 여우주연상
- 블루 재스민 - 케이트 블란쳇 수상
- 아메리칸 허슬 - 에이미 아담스
- 세이빙 미스터 뱅크스 - 엠마 톰슨
- 필로미나의 기적 - 주디 덴치
- 그래비티 - 산드라 블록

### 남우조연상
- 캡틴 필립스 - 바크하드 압디 수상
- 아메리칸 허슬 - 브래들리 쿠퍼
- 러시 : 더 라이벌 - 다니엘 브륄
- 쇼를 사랑한 남자 - 맷 데이먼
- 노예 12년 - 마이클 패스벤더

### 여우조연상
- 아메리칸 허슬 - 제니퍼 로렌스 수상
- 어거스트: 오세이지 카운티 - 줄리아 로버츠
- 노예 12년 - 루피타 뇽
- 버틀러: 대통령의 집사 - 오프라 윈프리
- 블루 재스민 - 샐리 호킨스

### 각본상
- 아메리칸 허슬 - 데이빗 O. 러셀 외 1명 수상
- 블루 재스민 - 우디 앨런
- 그래비티 - 알폰소 쿠아론
- 인사이드 르윈 - 조엘 코언 외 1명
- 네브래스카 - 밥 넬슨

### 각색상
- 필로미나의 기적 - 스티브 쿠건 외 1명 수상
- 노예 12년 - 존 리들리
- 쇼를 사랑한 남자 - 리처드 라그라브네스
- 캡틴 필립스 - 빌리 레이
- 더 울프 오브 월 스트리트 - 테렌스 윈터

### 편집상
- 러시 : 더 라이벌 - 마이크 힐 외 1명 수상
- 노예 12년 - 조 월커
- 캡틴 필립스 - 크리스토퍼 라우즈
- 그래비티 - 알폰소 쿠아론 외 1명
- 더 울프 오브 월 스트리트 - 델마 스쿤마커

### 촬영상
- 그래비티 - 엠마누엘 루베즈키 수상
- 노예 12년 - 숀 밥빗
- 캡틴 필립스 - 베리 애크로이드
- 인사이드 르윈 - 브루노 델보넬
- 네브래스카 - 페든 파파마이클

### 음악상
- 그래비티 - 스티븐 프라이스 수상
- 노예 12년 - 한스 짐머
- 책도둑 - 존 윌리엄스
- 캡틴 필립스 - 헨리 잭맨
- 세이빙 미스터 뱅크스 - 토머스 뉴먼

### 음향상
- 그래비티 - Glenn Freemantle 외 4명 수상
- 올 이즈 로스트 - 리차드 힘스 외 4명
- 캡틴 필립스 - Chris Burdon 외 4명
- 러시 : 더 라이벌 - Danny Hambrook 외 4명
- 인사이드 르윈 - 피터 F. 커랜드 외 3명

### 의상상
- 위대한 개츠비 - 캐서린 마틴 수상
- 아메리칸 허슬 - 마이클 윌킨슨
- 쇼를 사랑한 남자 - 엘렌 미로닉
- 인비저블 우먼 - 마이클 오코너
- 세이빙 미스터 뱅크스 - 다니엘 올랜디

### 분장상
- 아메리칸 허슬 - 에블린 노라즈 외 2명 수상
- 쇼를 사랑한 남자 - 케이트 비스코 외 1명
- 위대한 개츠비 - Maurizio Silvi 외 1명
- 호빗 : 스마우그의 폐허 - 리처드 테일러 외 2명
- 버틀러: 대통령의 집사 - 데브라 덴슨 외 3명

### 특수시각효과상
- 그래비티 - 크리스 로렌스 외 4명 수상
- 호빗 : 뜻밖의 여정 - 조 레터리 외 3명
- 아이언맨 3 - Bryan Grill 외 3명
- 퍼시픽 림 - Hal Hickel 외 3명
- 스타트렉 다크니스 - 로저 규옛 외 3명

### 프로덕션디자인상
- 위대한 개츠비 - 캐서린 마틴 외 1명 수상
- 노예 12년 - 애덤 스톡하우젠 외 1명
- 아메리칸 허슬 - 주디 벡커 외 1명
- 그래비티 - 앤디 니콜슨 외 2명
- 쇼를 사랑한 남자 - 하워드 커밍스 외 1명

### 외국어영화상
- 더 그레이트 뷰티 - 파올로 소렌티노 수상
- 액트 오브 킬링 - 조슈아 오펜하이머
- 가장 따뜻한 색, 블루 - 압델라티프 케시시
- 메트로 마닐라 - 숀 엘리스
- 와즈다 - 하이파 알 만수르
- Outstanding Debut
- 켈리 + 빅토르 - 키에란 에반스 수상
- 굿 바이브레이션즈 - 글렌 패터슨 외 1명
- 세이빙 미스터 뱅크스 - 켈리 마르셀
- 포 도즈 인 페릴 - 폴 라이트 외 1명
- 셸 - 스콧 그레이엄
- 다큐멘터리
- 액트 오브 킬링 - 조슈아 오펜하이머 수상
- 암스트롱 라이 - 알렉스 기브니
- 블랙피쉬 - 가브리엘라 코우퍼스웨이트
- 팀스 버미어 - 텔러
- 위 스틸 시크릿: 더 스토리 오브 위키리크스 - 알렉스 기브니

### 단편애니메이션작품상
- 슬리핑 위드 더 피시즈 - 니콜 고메즈 피셔 수상
- 에브리씽 아이 캔 씨 프럼 히어 - 샘 테일러 외 2명
- 나는 톰 무디 - 에인슬리 헨더슨

### 장편애니메이션작품상
- 겨울왕국 - 크리스 벅 외 1명 수상
- 슈퍼배드 2 - 크리스 리노드 외 1명
- 몬스터 대학교 - 댄 스캔론

### 단편영화작품상
- 룸 8 - 제임스 W. 그리피스 수상
- 키핑 업 위드 더 존슨즈 - 마이클 피어스 외 2명
- 오르빗 에버 애프터 - 제이미 스톤 외 2명
- 씨 뷰 - 제인 린풋 외 1명
- Island Queen - Ben Mallaby 외 2명

### 공로상
- Dame Helen Mirren 수상

### 신인상
- 윌 폴터 수상
- 데인 드한
- 조지 맥케이
- Lupita Nyong'o
- 레아 세이두

## 같이 보기
- 제86회 아카데미상
- 제39회 세자르상
- 제66회 미국 감독 조합상
- 제27회 유럽 영화상
- 제71회 골든 글로브상
- 제34회 골든 래즈베리상
- 제20회 미국 배우 조합상
- 제66회 미국 작가 조합상